# Арчимбольди, Джованни
Джованни Арчимбольди (итал. Giovanni Arcimboldi; 1426, Парма — 2 октября 1488, Рим) — итальянский кардинал. Епископ Новарский (1468—1484).
На консистории 1473 года был провозглашен кардиналом-священником с титулом церкви Санти-Нерео-э-Акиллео (1473—1476). Апостольский администратор епархии Фьезоле (1480—1481). Кардинал-префект Верховного трибунала апостольской сигнатуры и Камерленго Коллегии кардиналов (1483—1484). Папский легат. Архиепископ Миланский (1484—1488).

## Биография
Знатного происхождения. Изучал право в университете Павии, где получил докторскую степень. Занимался литературными исследованиями, слушал лекции Франческо Филельфо, с которым долгое время поддерживал переписку.
В 1436 году переехал в Милан со своим отцом, который поступил на службу к Филиппо Мария Висконти. В сентябре 1437 года получил миланское подданство. После смерти Филиппо М. Висконти служил герцогу Франческо I Сфорца. Также начал административную карьеру.
В юности женился на Брисеиде Пьетрасанте, от которой у него родился сын Луиджи. Он был сенатором и послом Миланского герцогства при Святом Престоле. Овдовев, принял духовный сан, в 1461 году получил малые чины, а пятью годами позже стал иподиаконом.
Затем служил апостольским протонотарием и каноником капитула в Пьяченца. 20 ноября 1468 года был избран епископом Новарским. Вскоре после принятия епархии вернулся в Милан и занял пост посла при Святом Престоле. 7 мая 1473 года был назначен кардиналом-пресвитером и получил титульную церковь Санти-Нерео-э-Акиллео.
По прибытии в Рим был назначен кардинал-префектом Верховного трибунала апостольской сигнатуры и Камерленго Коллегии кардиналов. Был Папским легатом в Перудже, Королевстве Венгрии и Королевстве Германии.
В 1484 году стал Архиепископом Миланским (25.10.1484 — 02.10.1488).
Умер 2 октября 1488 года в Риме и похоронен в церкви Сант-Агостино.